# Casa es de Hilipa
La casa es de Hilipa és una casa d'Arró al municipi d'Es Bòrdes (Vall d'Aran) inclosa en l'Inventari del Patrimoni Arquitectònic de Catalunya.

## Descripció
Es tracta d'una casa aixecada en el desnivell del terreny, en sentit longitudinal, que es conserva en mal estat, amb la borda en ruïnes. La casa és de secció rectangular, amb la façana orientada a migdia i paral·lela al carener (capièra), i a la cantonada exterior escapçada. Les obertures de fusta defineixen una planta baixa elevada (3), un primer pis dotat de quatre finestres i una balconada en la banda de la "capièra", i golfes (humarau) amb dues obertures (lucanes). La coberta d'encavallades de fusta i llosat de pissarra és de dues vessants i "tresaigües" en els extrems, el de llevant aixopluga el balcó, i per ponent emergeix una xemeneia (humeneja). Els paraments conserven vestigis de l'antic arrebossat, marró. Destaca el treball de la porta d'accés, elevada, amb el marc resguardat de la humitat per sengles daus de pedra en els brancals i la fulla dividida per motllures que determinen tres plafons decorats amb motius geomètrics i florals; damunt duu gravat: AÑO 1909.